# قاعدة العطاء الكامل
يشير مصطلح قاعدة العطاء الكامل إلى الحق القانوني لأي مشترٍ للبضائع بطلب «العطاء الكامل» من البائع. في عقد بيع البضائع، إذا لم تطابق البضائع ما هو موصوف في العقد تمامًا (فيما يتعلق بالجودة أو الكمية أو طريقة التسليم) يجوز في هذه الحالة للمشتري رد البضائع. وللمشتري الحق في رد العطاء دون أي قيد.
يتضمن القانون التجاري الموحد هذه القاعدة القانونية، وغالبًا ما تحل محل ادعاءات الأداء الجوهري.